# Titularbistum Lindisfarna
Lindisfarna ist ein Titularbistum der römisch-katholischen Kirche.
Es geht zurück auf einen Bischofssitz auf der Insel Lindisfarne in Northumberland, England. Es gehörte der Kirchenprovinz York an.
| Titularbischöfe von Lindisfarna |                        |                                                      |                   |                    |
| Nr.                             | Name                   | Amt                                                  | von               | bis                |
| 1                               | Victor Guazzelli       | Weihbischof in Westminster (Großbritannien)          | 24. April 1970    | 1. Juni 2004       |
| 2                               | John Arnold            | Weihbischof in Westminster (Großbritannien)          | 6. Dezember 2005  | 30. September 2014 |
| 3                               | John Wilson            | Weihbischof in Westminster (Großbritannien)          | 24. November 2015 | 10. Juni 2019      |
| 4                               | Michael Francis Crotty | Apostolischer Nuntius Titularerzbischof pro hac vice | 1. Februar 2020   |                    |